# Embajada de Palestina en Colombia
La Embajada del Estado de Palestina en Colombia es la misión diplomática de Estado de Palestina en Colombia, ubicada en Bogotá . El embajador de Palestina en Colombia actualmente es Raouf Al-Maliki y el cónsul de Palestina es Rim Kanaan.
El 13 de septiembre de 2023, en coordinación con la Embajada de Palestina, el Concejo de Bogotá llamaron a la calle entre la Carrera 7 y la Carrera 11 "Calle Estado de Palestina" en honor al Estado de Palestina. Esto fue después de la aprobación del Acuerdo 868 de 2023, propuesto por Ana Teresa Berna del partido Colombia Humana, y su aprobación por entonces Acalde Claudia López Hernández.